# Torneo de San Diego 2022
El San Diego Open 2022 fue un evento de tenis profesional que se jugó en pistas duras. Fue la 2.a edición para los hombres y la 1ª edición para las mujeres, el torneo formó parte de la ATP Tour 2022 en la categoría ATP Tour 250, y a la WTA Tour 2022 en la categoría WTA 500. Se distó en San Diego, Estados Unidos del 19 hasta el 25 de septiembre de 2022 para los hombres y del 10 de octubre hasta el 16 de octubre de 2022 para las mujeres. en el Barnes Tennis Center.

## Distribución de puntos
| Categoría            | G   | F   | SF  | CF | R16 | R32 | C  | C2 | C1 |
| Individual masculino | 250 | 165 | 100 | 50 | 25  | 0   | 13 | 7  | 0  |
| Dobles masculino     | 250 | 150 | 90  | 45 | 20  | 0   | -  | -  | -  |

| Modalidad           | Campeona | Finalista | Semifinales | Cuartos de final | 2ª ronda | 1ª ronda | Clasificadas | 3ª ronda de clasificación | 2ª ronda de clasificación | 1ª ronda de clasificación |
| Individual femenino | 470      | 305       | 185         | 100              | 55       | 1        | 25           | 18                        | 13                        | 1                         |
| Dobles femenino     | 470      | 305       | 185         | 100              | -        | 1        | -            | -                         | -                         | -                         |

## Cabezas de serie

### Individuales masculino
| Tenista           | Ranking | Preclasificado |
| Daniel Evans      | 25      | 1              |
| Jenson Brooksby   | 50      | 2              |
| Marcos Giron      | 60      | 3              |
| Pedro Martínez    | 67      | 4              |
| Brandon Nakashima | 68      | 5              |
| Alejandro Tabilo  | 69      | 6              |
| James Duckworth   | 70      | 7              |
| Jeffrey John Wolf | 72      | 8              |

- Ranking del 12 de septiembre de 2022.[3]

### Dobles masculino
| Tenista                                      | Ranking | Preclasificados |
| Santiago González Andrés Molteni             | 65      | 1               |
| Nathaniel Lammons Jackson Withrow            | 129     | 2               |
| Nicolás Barrientos Miguel Ángel Reyes Varela | 146     | 3               |
| André Göransson Ben McLachlan                | 147     | 4               |

### Individuales femenino
| Tenista         | Ranking | Preclasificada |
| Iga Świątek     | 1       | 1              |
| Anett Kontaveit | 3       | 2              |
| Paula Badosa    | 4       | 3              |
| Aryna Sabalenka | 5       | 4              |
| Jessica Pegula  | 6       | 5              |
| Cori Gauff      | 8       | 6              |
| Caroline Garcia | 10      | 7              |
| Daria Kasatkina | 11      | 8              |

- Ranking del 3 de octubre de 2022.

### Dobles femenino
| Tenista                           | Ranking | Preclasificada |
| Cori Gauff Jessica Pegula         | 11      | 1              |
| Gabriela Dabrowski Giuliana Olmos | 15      | 2              |
| Nicole Melichar Ellen Perez       | 27      | 3              |
| Desirae Krawczyk Demi Schuurs     | 28      | 4              |

## Campeones

### Individual masculino
Brandon Nakashima venció a  Marcos Giron por 6-4, 6-4

### Dobles masculino
Nathaniel Lammons /  Jackson Withrow vencieron a  Jason Kubler /  Luke Saville por 7-6(7-5), 6-2

### Individual femenino
Iga Świątek venció a  Donna Vekić por 6-3, 3-6, 6-0

### Dobles femenino
Cori Gauff  /  Jessica Pegula vencieron a  Gabriela Dabrowski  /  Giuliana Olmos por 1-6, 7-5, [10-4]